# Alleanza Repubblicana Nazionalista
L'Alleanza Repubblicana Nazionalista (in spagnolo: Alianza Republicana Nacionalista - ARENA) è un partito politico salvadoregno di orientamento nazionalista, conservatore e neoliberista fondato nel 1981 dal maggiore Roberto D'Aubuisson.
Sono stati espressione del partito i Presidenti della Repubblica avvicendatisi dal 1989 al 2009:
- Alfredo Cristiani (1989-1994);
- Armando Calderón Sol (1994-1999);
- Francisco Flores Pérez (1999-2004);
- Antonio Saca (2004-2009).

## Risultati elettorali
| Elezione          | Voti    | %     | Seggi   |
| ----------------- | ------- | ----- | ------- |
| Costituente 1982  | 430.205 | 29,3  | 19 / 60 |
| Parlamentari 1985 | 286.665 | 29,7  | 13 / 60 |
| Parlamentari 1988 | 447.696 | 48,1  | 31 / 60 |
| Parlamentari 1991 | 466.091 | 44,3  | 39 / 84 |
| Parlamentari 1994 | 605.775 | 45,0  | 39 / 84 |
| Parlamentari 1997 | 396.301 | 35,4  | 28 / 84 |
| Parlamentari 2000 | 436.169 | 36,0  | 29 / 84 |
| Parlamentari 2003 | 446.233 | 31,9  | 27 / 84 |
| Parlamentari 2006 | 620.117 | 39,4  | 34 / 84 |
| Parlamentari 2009 | 854.166 | 38,5  | 32 / 84 |
| Parlamentari 2012 | 870.418 | 39,8  | 33 / 84 |
| Parlamentari 2015 | 874.170 | 38,8  | 32 / 84 |
| Parlamentari 2018 | 886.365 | 41,7  | 35 / 84 |
| Parlamentari 2021 | 305.108 | 12,22 | 14 / 84 |
| Parlamentari 2024 | 227.357 | 7,29  | 2 / 60  |